# Bussoleno
Bussoleno is een gemeente in de Italiaanse provincie Turijn (regio Piëmont) en telt 6560 inwoners (31-12-2004). De oppervlakte bedraagt 37,4 km², de bevolkingsdichtheid is 175 inwoners per km².

## Demografie
Bussoleno telt ongeveer 2949 huishoudens. Het aantal inwoners daalde in de periode 1991-2001 met 2,3% volgens cijfers uit de tienjaarlijkse volkstellingen van ISTAT.
| Jaar | Inwoneraantal |
| ---- | ------------- |
| 1991 | 6612          |
| 2001 | 6457          |

## Geografie
De gemeente ligt op ongeveer 440 m boven zeeniveau.
Bussoleno grenst aan de volgende gemeenten: Usseglio, Mompantero, Chianocco, Susa, San Giorio di Susa, Mattie, Roure.

## Externe link

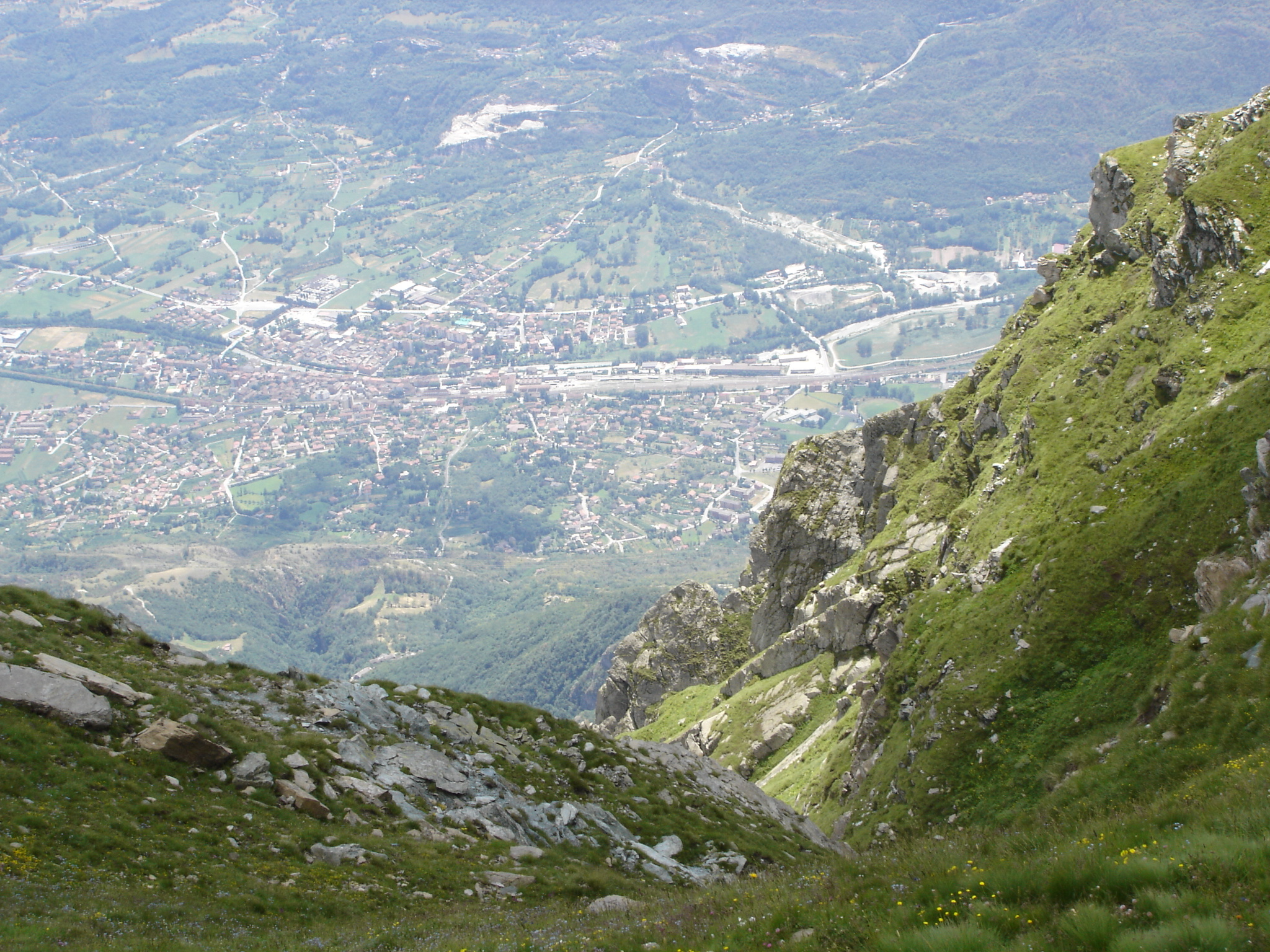
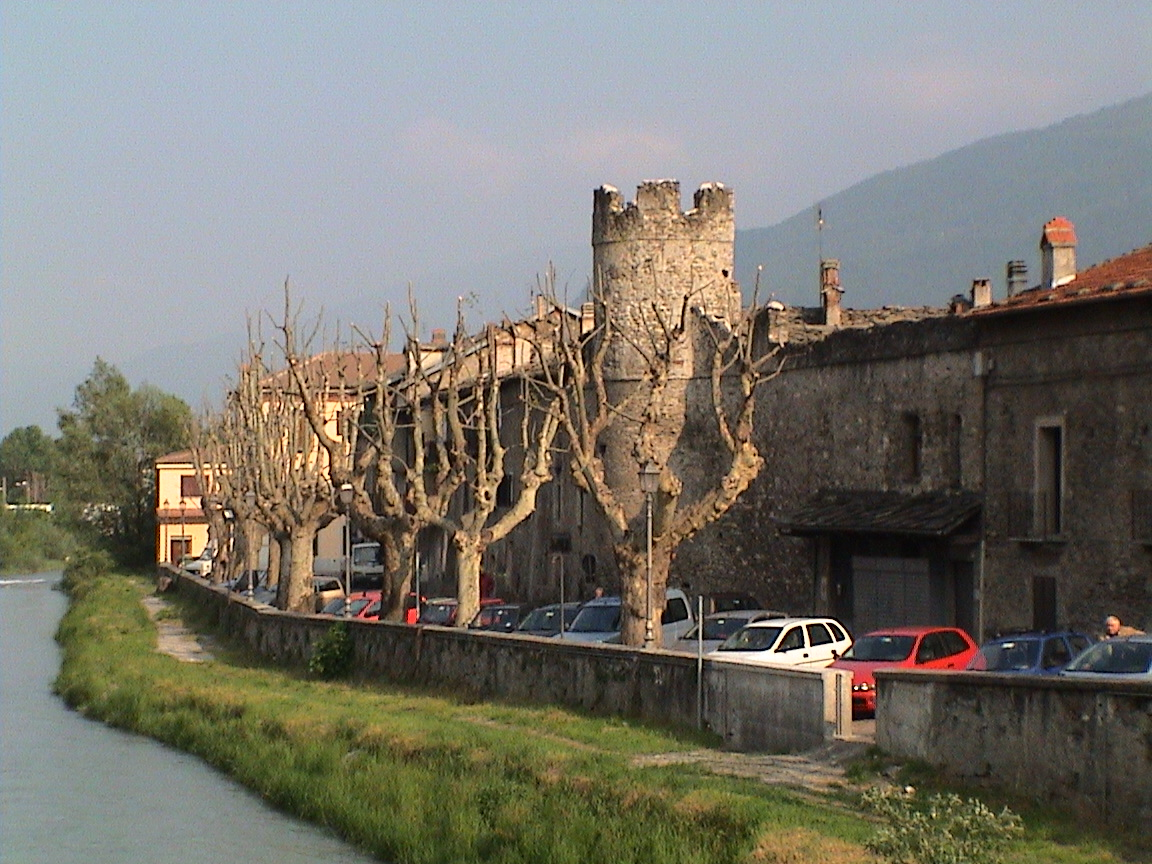
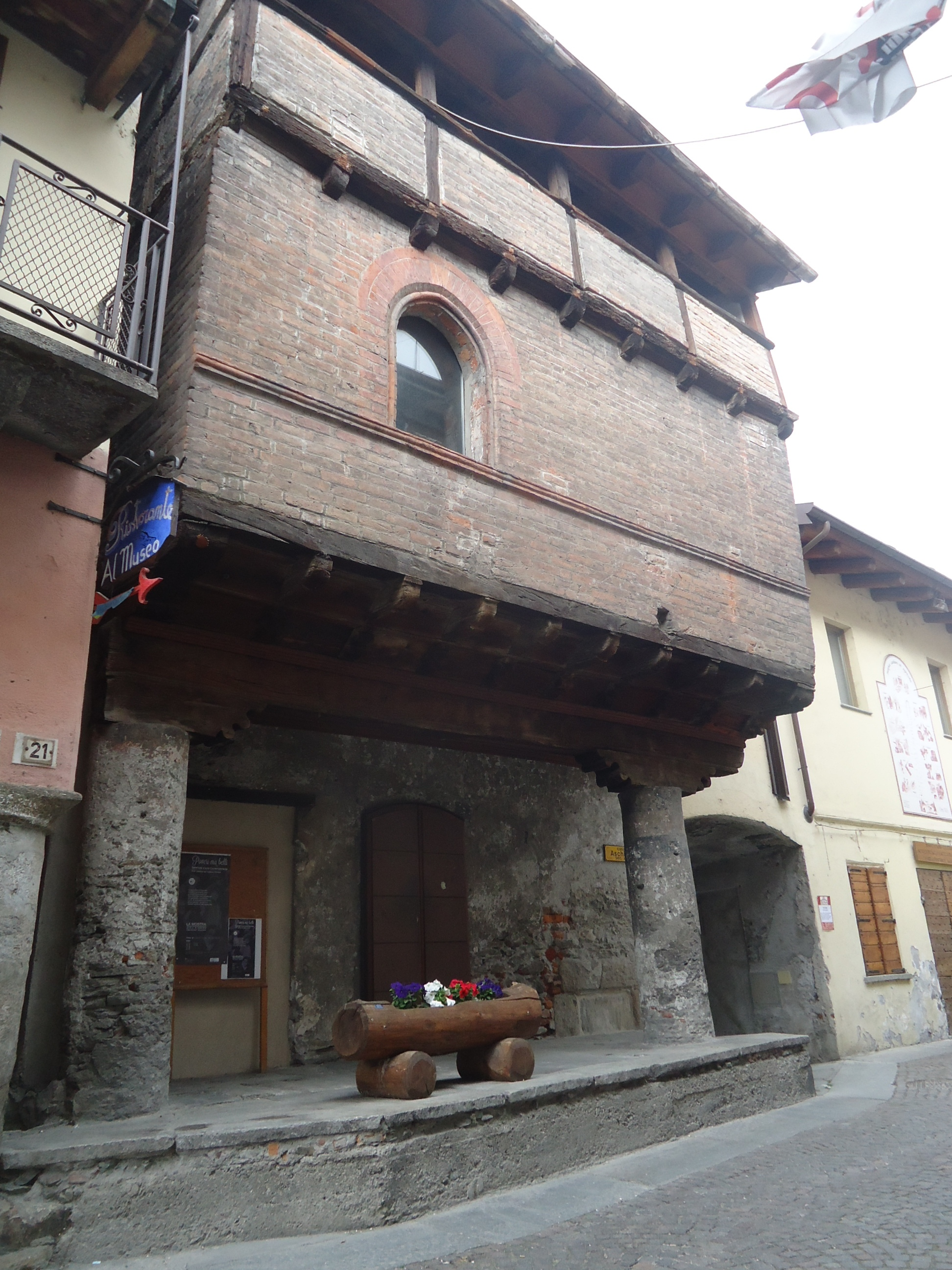
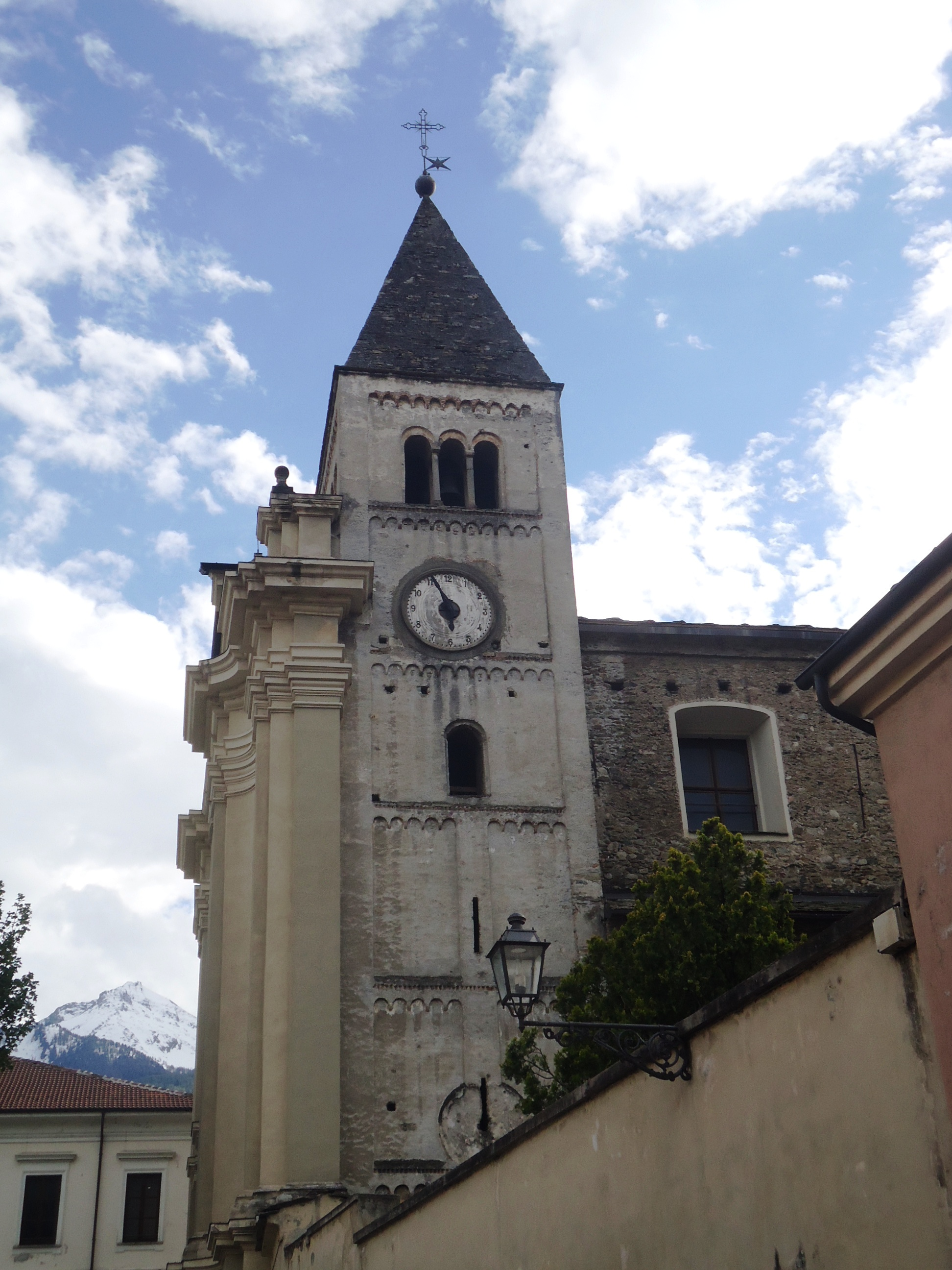
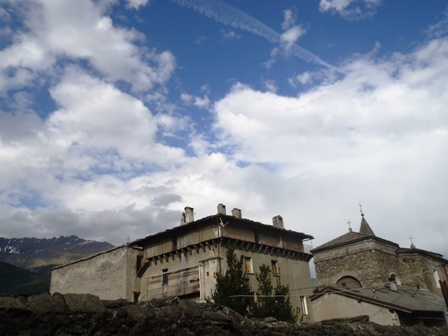
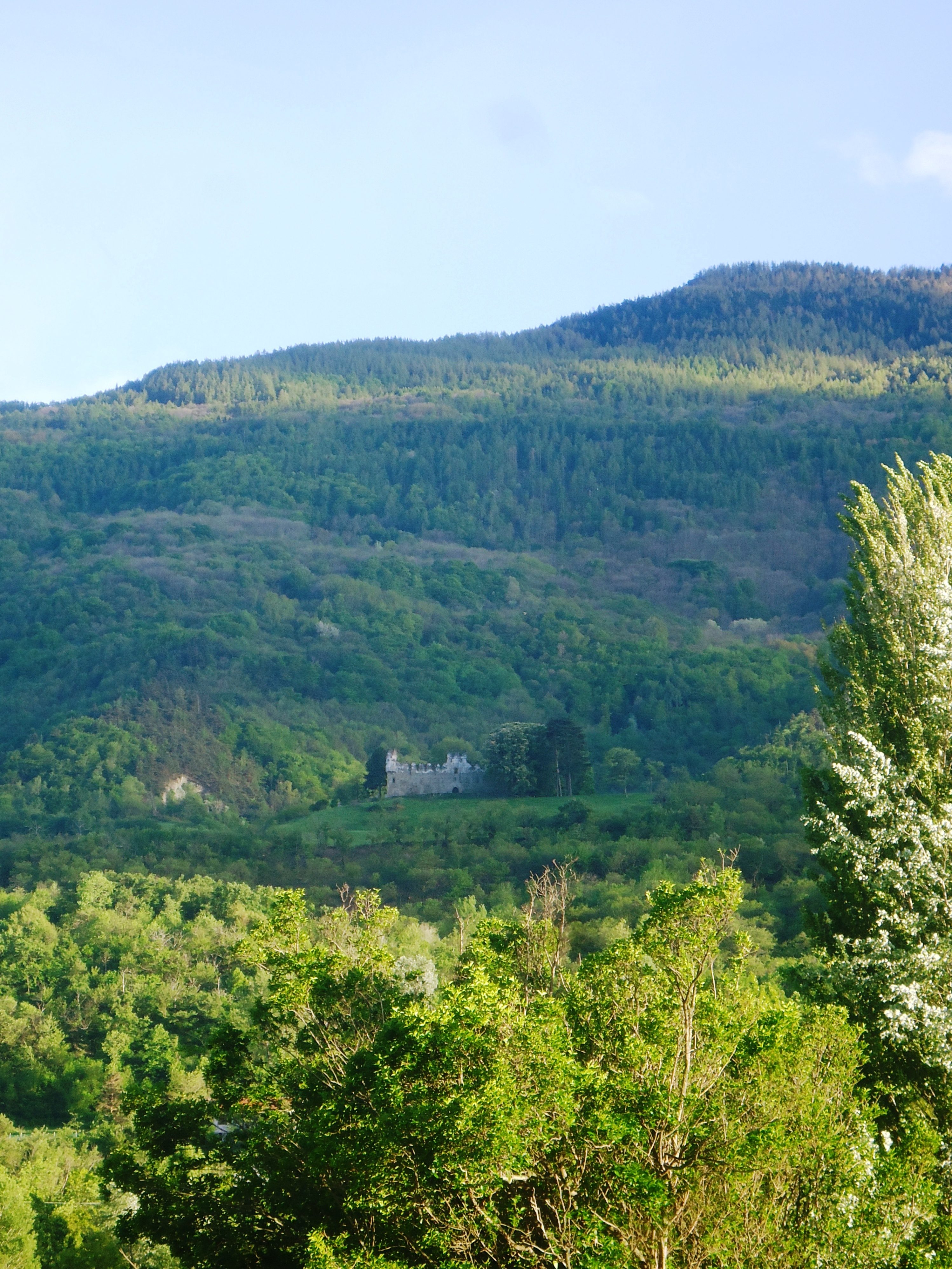
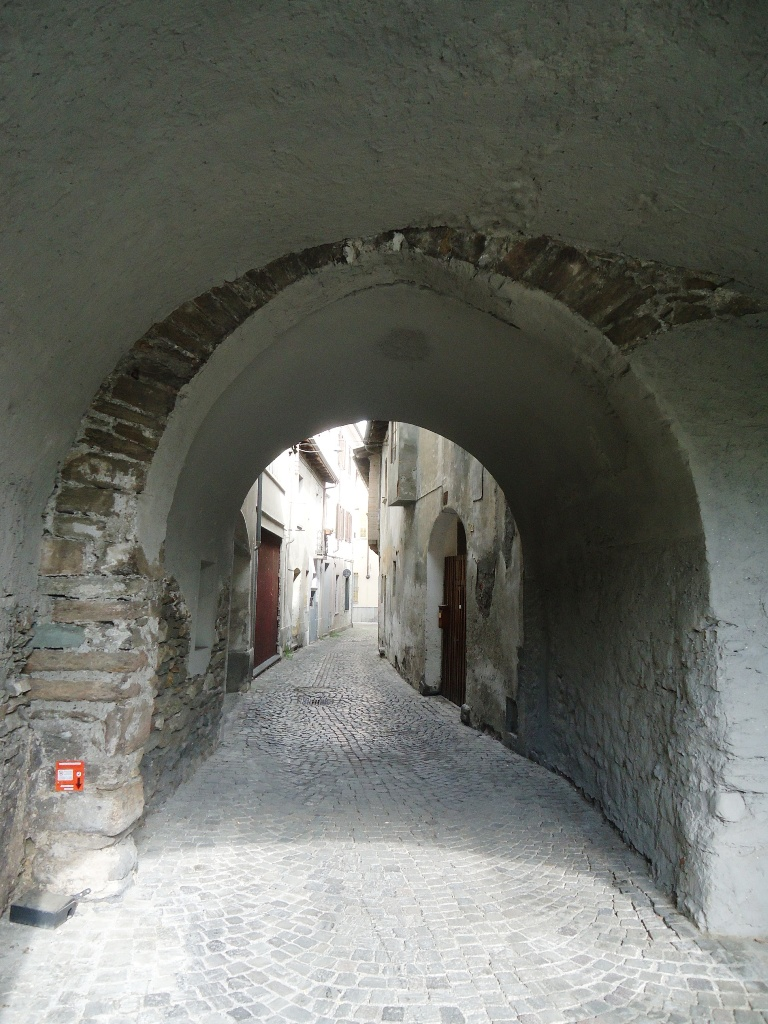